# Campionato mondiale maschile di hockey su pista La Coruña 1972
Il Campionato del Mondo 1972 è stata la 20ª edizione del campionato del mondo di hockey su pista; la manifestazione è stata disputata in Spagna a La Coruña dal 26 luglio al 5 agosto 1972.

La competizione fu organizzata dalla Fédération Internationale de Roller Sports.

Il torneo è stato vinto dalla nazionale spagnola per la 7ª volta nella sua storia.

## Città ospitanti e impianti sportivi
| CITTÀ     | IMPIANTO                         | CAPIENZA |
| La Coruña | Pavilhão dos Desportos La Coruña | ?        |

## Svolgimento del torneo

### Risultati
| La Coruña 1972 | Argentina | 10 – 3 | Australia | Pavilhão dos Desportos La Coruña |

| La Coruña 1972 | Argentina | 3 – 3 | Belgio | Pavilhão dos Desportos La Coruña |

| La Coruña 1972 | Argentina | 9 – 0 | Cile | Pavilhão dos Desportos La Coruña |

| La Coruña 1972 | Argentina | 2 – 1 | Germania Ovest | Pavilhão dos Desportos La Coruña |

| La Coruña 1972 | Argentina | 5 – 0 | Giappone | Pavilhão dos Desportos La Coruña |

| La Coruña 1972 | Argentina | 1 – 1 | Italia | Pavilhão dos Desportos La Coruña |

| La Coruña 1972 | Argentina | 6 – 1 | Nuova Zelanda | Pavilhão dos Desportos La Coruña |

| La Coruña 1972 | Argentina | 2 – 5 | Paesi Bassi | Pavilhão dos Desportos La Coruña |

| La Coruña 1972 | Argentina | 2 – 0 | Portogallo | Pavilhão dos Desportos La Coruña |

| La Coruña 1972 | Argentina | 0 – 2 | Spagna | Pavilhão dos Desportos La Coruña |

| La Coruña 1972 | Argentina | 5 – 0 | Stati Uniti | Pavilhão dos Desportos La Coruña |

| La Coruña 1972 | Australia | 4 – 5 | Belgio | Pavilhão dos Desportos La Coruña |

| La Coruña 1972 | Australia | 1 – 3 | Cile | Pavilhão dos Desportos La Coruña |

| La Coruña 1972 | Australia | 1 – 7 | Germania Ovest | Pavilhão dos Desportos La Coruña |

| La Coruña 1972 | Australia | 5 – 1 | Giappone | Pavilhão dos Desportos La Coruña |

| La Coruña 1972 | Australia | 2 – 7 | Italia | Pavilhão dos Desportos La Coruña |

| La Coruña 1972 | Australia | 3 – 2 | Nuova Zelanda | Pavilhão dos Desportos La Coruña |

| La Coruña 1972 | Australia | 3 – 10 | Paesi Bassi | Pavilhão dos Desportos La Coruña |

| La Coruña 1972 | Australia | 0 – 21 | Portogallo | Pavilhão dos Desportos La Coruña |

| La Coruña 1972 | Australia | 3 – 18 | Spagna | Pavilhão dos Desportos La Coruña |

| La Coruña 1972 | Australia | 1 – 5 | Stati Uniti | Pavilhão dos Desportos La Coruña |

| La Coruña 1972 | Belgio | 3 – 10 | Cile | Pavilhão dos Desportos La Coruña |

| La Coruña 1972 | Belgio | 3 – 12 | Germania Ovest | Pavilhão dos Desportos La Coruña |

| La Coruña 1972 | Belgio | 9 – 2 | Giappone | Pavilhão dos Desportos La Coruña |

| La Coruña 1972 | Belgio | 1 – 1 | Italia | Pavilhão dos Desportos La Coruña |

| La Coruña 1972 | Belgio | 9 – 2 | Nuova Zelanda | Pavilhão dos Desportos La Coruña |

| La Coruña 1972 | Belgio | 3 – 5 | Paesi Bassi | Pavilhão dos Desportos La Coruña |

| La Coruña 1972 | Belgio | 1 – 4 | Portogallo | Pavilhão dos Desportos La Coruña |

| La Coruña 1972 | Belgio | 2 – 15 | Spagna | Pavilhão dos Desportos La Coruña |

| La Coruña 1972 | Belgio | 1 – 5 | Stati Uniti | Pavilhão dos Desportos La Coruña |

| La Coruña 1972 | Cile | 4 – 8 | Germania Ovest | Pavilhão dos Desportos La Coruña |

| La Coruña 1972 | Cile | 3 – 2 | Giappone | Pavilhão dos Desportos La Coruña |

| La Coruña 1972 | Cile | 3 – 7 | Italia | Pavilhão dos Desportos La Coruña |

| La Coruña 1972 | Cile | 11 – 2 | Nuova Zelanda | Pavilhão dos Desportos La Coruña |

| La Coruña 1972 | Cile | 0 – 2 | Paesi Bassi | Pavilhão dos Desportos La Coruña |

| La Coruña 1972 | Cile | 2 – 7 | Portogallo | Pavilhão dos Desportos La Coruña |

| La Coruña 1972 | Cile | 3 – 10 | Spagna | Pavilhão dos Desportos La Coruña |

| La Coruña 1972 | Cile | 4 – 1 | Stati Uniti | Pavilhão dos Desportos La Coruña |

| La Coruña 1972 | Germania Ovest | 12 – 0 | Giappone | Pavilhão dos Desportos La Coruña |

| La Coruña 1972 | Germania Ovest | 5 – 0 | Italia | Pavilhão dos Desportos La Coruña |

| La Coruña 1972 | Germania Ovest | 12 – 2 | Nuova Zelanda | Pavilhão dos Desportos La Coruña |

| La Coruña 1972 | Germania Ovest | 4 – 2 | Paesi Bassi | Pavilhão dos Desportos La Coruña |

| La Coruña 1972 | Germania Ovest | 2 – 3 | Portogallo | Pavilhão dos Desportos La Coruña |

| La Coruña 1972 | Germania Ovest | 0 – 3 | Spagna | Pavilhão dos Desportos La Coruña |

| La Coruña 1972 | Germania Ovest | 6 – 4 | Stati Uniti | Pavilhão dos Desportos La Coruña |

| La Coruña 1972 | Giappone | 0 – 5 | Italia | Pavilhão dos Desportos La Coruña |

| La Coruña 1972 | Giappone | 2 – 3 | Nuova Zelanda | Pavilhão dos Desportos La Coruña |

| La Coruña 1972 | Giappone | 1 – 10 | Paesi Bassi | Pavilhão dos Desportos La Coruña |

| La Coruña 1972 | Giappone | 1 – 16 | Portogallo | Pavilhão dos Desportos La Coruña |

| La Coruña 1972 | Giappone | 0 – 14 | Spagna | Pavilhão dos Desportos La Coruña |

| La Coruña 1972 | Giappone | 2 – 9 | Stati Uniti | Pavilhão dos Desportos La Coruña |

| La Coruña 1972 | Italia | 8 – 0 | Nuova Zelanda | Pavilhão dos Desportos La Coruña |

| La Coruña 1972 | Italia | 3 – 2 | Paesi Bassi | Pavilhão dos Desportos La Coruña |

| La Coruña 1972 | Italia | 0 – 3 | Portogallo | Pavilhão dos Desportos La Coruña |

| La Coruña 1972 | Italia | 1 – 2 | Spagna | Pavilhão dos Desportos La Coruña |

| La Coruña 1972 | Italia | 4 – 3 | Stati Uniti | Pavilhão dos Desportos La Coruña |

| La Coruña 1972 | Paesi Bassi | 1 – 10 | Portogallo | Pavilhão dos Desportos La Coruña |

| La Coruña 1972 | Paesi Bassi | 1 – 8 | Spagna | Pavilhão dos Desportos La Coruña |

| La Coruña 1972 | Paesi Bassi | 8 – 3 | Stati Uniti | Pavilhão dos Desportos La Coruña |

| La Coruña 1972 | Portogallo | 0 – 4 | Spagna | Pavilhão dos Desportos La Coruña |

| La Coruña 1972 | Portogallo | 4 – 2 | Stati Uniti | Pavilhão dos Desportos La Coruña |

| La Coruña 1972 | Spagna | 16 – 1 | Stati Uniti | Pavilhão dos Desportos La Coruña |

### Classifica
|     | Squadra        | PT | G  | V  | N | P  | GF  | GS | Diff. |
| --- | -------------- | -- | -- | -- | - | -- | --- | -- | ----- |
| 1.  | Spagna         | 22 | 11 | 11 | 0 | 0  | 112 | 11 | +101  |
| 2.  | Portogallo     | 18 | 11 | 9  | 0 | 2  | 75  | 18 | +57   |
| 3.  | Argentina      | 16 | 11 | 7  | 2 | 2  | 45  | 16 | +29   |
| 4.  | Germania Ovest | 16 | 11 | 8  | 0 | 3  | 69  | 24 | +45   |
| 5.  | Italia         | 14 | 11 | 6  | 2 | 3  | 37  | 22 | +15   |
| 6.  | Paesi Bassi    | 14 | 11 | 7  | 0 | 4  | 57  | 39 | +18   |
| 7.  | Cile           | 10 | 11 | 5  | 0 | 6  | 43  | 52 | -9    |
| 8.  | Belgio         | 8  | 11 | 3  | 2 | 6  | 40  | 63 | -23   |
| 9.  | Stati Uniti    | 7  | 11 | 3  | 1 | 7  | 35  | 53 | -18   |
| 10. | Australia      | 4  | 11 | 2  | 0 | 9  | 26  | 88 | -62   |
| 11. | Nuova Zelanda  | 3  | 11 | 1  | 1 | 9  | 18  | 91 | -73   |
| 12. | Giappone       | 0  | 11 | 0  | 0 | 11 | 11  | 91 | -80   |

## Campioni
| Campione del Mondo 1972 |
| ----------------------- |
| Spagna 7º titolo        |